# إيمري بايسينغي
إيمري بايسينغي (بالإنجليزية: Emery Bayisenge)‏ (28 مارس 1994 في رواندا - ) هو لاعب كرة قدم رواندي في مركز الدفاع. شارك مع منتخب رواندا لكرة القدم. أما مع النوادي، فقد لعب مع نادي الجيش الوطني الرواندي وAmagaju F.C. ‏ وIsonga F.C. ‏.

## وصلات خارجية
- إيمري بايسينغي على موقع الاتحاد الدولي (مؤرشف)  (الإنجليزية)
- إيمري بايسينغي على موقع قاعدة بيانات كرة القدم.إي يو (الإنجليزية)
- إيمري بايسينغي على موقع ناشيونال فوتبول تيمز (الإنجليزية)
- إيمري بايسينغي على موقع Soccerway.com (الإنجليزية)